# ミラレパ修行洞
ミラレパ修行洞（-しゅぎょうどう、Milarepa's Cave）は中華人民共和国チベット自治区シガツェ市のニャラム県にある洞窟。
ニャラムの町から北に11キロほど行ったところにある洞窟で、チベットを代表する僧ミラレパが修行した場所でもある。近くには巨大なカギュ派の僧院が建立されていたものの、文化大革命により破壊されたため現在はゲルク派の小さな寺院が再建されている。